# Hruševica
Hruševica este o localitate din comuna Komen, Slovenia, cu o populație de 127 de locuitori.